# Ihre Majestät die Liebe
Ihre Majestät die Liebe ist eine 1930 entstandener Liebesfilmkomödie von Joe May mit Käthe von Nagy und Franz Lederer in den Hauptrollen.

## Handlung
Der füllige Othmar von Wellingen leitet die familieneigene Motorenfabrik, in der auch sein Bruder, der elegante und charmante Fred von Wellingen, angestellt ist. Fred, ein leichtlebiger Frauenbeglücker, möchte gern in der Firmenhierarchie aufsteigen und benötigt für seine Amouren überdies ein besseres Gehalt. Die Familie hingegen, die zugleich die Aktienmehrheit hält, hat gänzlich andere Pläne: Um das Firmenkapital aufzustocken, soll der in ihren Augen ziemlich nichtsnutzige Charmeur Fred Frau von Lingenfeld ehelichen, die die zwar nicht mehr ganz taufrisch ist, jedoch die nötigen Finanzen in eine etwaige Ehe mitbringen könnte. Um dem Druck, der auf ihn ausgeübt wird, zu entweichen hat Fred eine glänzende Idee: Er will einen gesellschaftlichen Skandal produzieren, nachdem er als Ehemann der adeligen Dame für immer ausfällt. Und so beginnt er ein Techtelmechtel mit dem einfachen aber hübschen und bodenständigen Barmädchen Lia Török, mit der er sich sogleich verlobt.
Lia arbeitet in der Tanzbar, in der Fred Stammgast ist. Das bescheidene Mädchen freut sich aufrichtig über den Antrag Freds, glaubt sie doch, dass er sie ebenso sehr liebt wie sie ihn. Dass sie lediglich als Mittel zum Zweck dient, ahnt sie nicht. Als der schöne Tunichtgut auf einer Firmenfeier der Wellingens mit Lia im Schlepptau erscheint und sie als seine Braut vorstellt, hat er seinen Skandal. Bruder Othmar gibt daraufhin klein bei: Er ist bereit, Fred die gewünschte bessere Position zu ermöglichen mitsamt einem Gehalt, das eines Generaldirektors würdig ist. Allerdings verknüpft Othmar diesen Deal mit einer Bedingung: Fred soll sich von Lia wieder trennen. Der wähnt sich am Ziel seiner Träume. Er unterzeichnet seinen neuen Vertrag, bekommt allerdings bezüglich Lia Gewissensbisse. Das nette Mädchen erfährt von dieser schmutzigen Abmachung und zieht sich tief getroffen von Fred zurück.
Fred weiß, dass er sich schäbig verhalten hat und versucht Lia gegenüber zu retten, was zu retten ist, aber die junge Frau blockt all seine Bemühungen rigoros ab und erwägt stattdessen, dem intensiven Werben des etwas kauzigen Baron Schwapsdorf nachzugeben. Fred, der glaubt, dass nun alles verloren ist, reist nach Venedig, um dort wieder einen klaren Kopf zu bekommen. Als er erfährt, dass am darauf folgenden Tag Lia den Baron heiraten wird, kehrt er augenblicklich nach Berlin zurück und will noch einmal einen letzten Versöhnungsanlauf versuchen. Doch Fred kommt zu spät, als er eintrifft ist Lia bereits unter der Haube. Wie Jahrzehnte später Dustin Hoffman in Die Reifeprüfung entführt auch Fred seine Herzdame vor dem Traualtar, gesteht Lia seine Liebe zu ihr und braust mit der perplexen Frischverheirateten im Hochzeitsauto davon. In seinem Firmenvertrag steht ja nichts davon, dass er nicht eine geschiedene Baronin Schwapsdorf heiraten dürfe.

## Produktionsnotizen
Ihre Majestät die Liebe entstand im Herbst 1930 in Berlin und Venedig (Außenaufnahmen) und wurde am 9. Januar 1931 im Berliner Gloria-Palast erstaufgeführt.
Andrej Andrejew und Erich Kettelhut entwarfen die Filmbauten. Walter Tjaden sorgte für den Ton. Rudolf Bernauer und Rudolf Österreicher schrieben die Liedtexte. Die musikalische Leitung übernahm Willy Schmidt-Gentner. Leo Monosson singt mehrere Lieder. Gespielt wurde auch der Hochzeitsmarsch von Felix Mendelssohn Bartholdy. Es spielt die Jazzkapelle de Vries.
Von diesem Film entstand zeitgleich auch eine französische Version unter dem Titel Son altesse l’amour. Joe May übernahm hier lediglich die künstlerische Oberleitung. In Hollywood kam Ende desselben Jahres 1931 eine US-Version unter dem Titel Her Majesty Love in die Kinos. Regie führte Wilhelm Dieterle.

## Musiktitel
Folgende im Berliner Alrobi-Musikverlag erschienene Titel wurden gespielt:
- Du bist nicht die Erste
- Hochzeitsmarsch (Mendelssohn-Bartholdy)
- Ich denk’ an Mädi die ganze Nacht
- Mein Fräulein, kennen Sie schon meinen Rhythmus?
- Mein Glück bist Du
- Mensch, mach’ Dir nichts daraus

## Kritiken
Die Berliner Kritiken nach der Uraufführung fielen im Januar 1931 durchgehend freundlich, bisweilen enthusiastisch aus. Der Film-Kurier bezeichnet den Streifen als einen „Weltschlager“ und dass mit Joe Mays Inszenierung „ein Standardwerk auf der Taufe gehoben“ wurde. Der Kinematograph nannte den Film einen „Volltreffer ins Schwarze“ und führte weiter aus: „Wenn man sich jetzt unmittelbar nach der Vorstellung überlegt, woher der große Erfolg kommt, so stößt man zuerst auf eine glänzende Regieleistung Joe Mays.“ Das Film-Journal meinte hier den bislang den besten Film Mays gesehen zu haben: „Man lacht zwei Stunden lang und der Beifall am Schlusse nimmt kein Ende.“ Auch die Licht-Bild-Bühne stieß ins gleiche Horn: „[…] das amüsanteste, kultivierteste und gekonnteste deutsche Filmlustspiel, das uns bislang der Tonfilm bescherte. […] Mit einer geradezu erstaunlichen Virtuosität wird hier das neue Ausdrucksmittel gemeistert. Einfälle, Einfälle! In diesem Zeichen steht der Film!“
Auch die neuere Filmkritik zollt Ihre Majestät die Liebe ihren Respekt. In epd Film war anlässlich einer Retrospektive zu lesen: „Ein sehr, sehr lustiger Film ist das, sehr beschwingt, mit eingängigen Schlagersongs, deren frech-fröhlichen Texte die Handlung geschickt kommentieren. Mit großen Kleinigkeiten nebenbei – der Piccolokellner, der den Sekt mit Soda verdünnt; Adele Sandrock als Beißzangentante, die in ihren wenigen Auftritten das Augenmerk auf sich zieht. Oder Ralph Arthur Roberts als sechsfach geschiedener Baron, der seine Chance sieht, als Fred Lia fallenlässt. Besonders schön auch Paul Henckels als freundlich-jovialer Standesbeamter.“